# Габриа, Роман Юрьевич
Рома́н Ю́рьеви́ч Га́бриа (род. 25 мая 1981, Ленинград) — театральный режиссёр. Заслуженный деятель искусств республики Южная Осетия. 

## Биография
В 2005 году окончил Санкт-Петербургскую государственную академию театрального искусства (Мастерская Г. М. Козлова). С 2005 по 2007 год работал в Европе в коллективе Антона Адасинского DEREVO, сотрудничал с Инженерным театром AXE. В 2007 году создал «Визуальный театр» и выпустил спектакли «Baralgin», «Хроника» и «Стереотип». С 2019 года — главный режиссёр Санкт-Петербургского Театра Мастерская Григория Козлова.

## Режиссёрские работы в театре
- 2007 — «Баралгин» — Музей им. Ф. М. Достоевского.
- 2008 — Македония. «Птицы». — Музей им. Ф. М. Достоевского
- 2009 — «Хроника» —театр им. Ленсовета
- 2009 — «Стереотип 4» (вольная версия Аристофана «Лисистрата») — Театральная Компания «Открытое пространство» .
- 2009 — эпизоды из «Саломеи» О. Уайльда. — Фестиваль в Молодёжном театре на Фонтанке.
- 2010 — «Офсайд», документальная повесть — Малый драматический театр в Санкт-Петербурге
- 2011 —"Тримедин", режиссёрская работа по поэме А. Никонова в исполнении автора — Музей Зигмунда Фрейда в Санкт-Петербурге
- 2013 — «Андрей Иванович возвращается домой.» — Театр-фестиваль Балтийский дом
- 2013 — «Гамлет» — Государственный драматический театр им К. Хетагурова.
- 2013 — «Блог$ blue$ & бизнес» — Театр «Остров»
- 2014 — «Борис Рыжий. Lego. Стихи». Литературная композиция по стихам и дневникам уральского поэта Бориса Рыжего. — Музей Ф. М. Достоевского
- 2014 — «13 песен о любви» — Театр «Морошка»
- 2014 — «Однажды в Эльсиноре. Гамлет» — Санкт-Петербургский Театр Мастерская Григория Козлова.
- 2015 — « Любовь и Ленин.» режиссёр и автор пьесы. — Санкт-Петербургский Театр Мастерская Григория Козлова.
- 2016 — «История Билли Миллигана».— Санкт-Петербургский Театр Мастерская Григория Козлова.
- 2017 — «Грязнуля» — Тюменский Большой драматический театр
- 2017 — «Пушкин, Моцарт и Сальери» — Тюменский Большой драматический театр
- 2017 — «Господа Головлёвы» — Тюменский Большой драматический театр
- 2017 — «Космическая Одиссея майора Пронина» — Санкт-Петербургский Театр Мастерская Григория Козлова.
- 2018 — «Слёзы капали» — Театр «За Чёрной речкой»
- 2018 — «Онегин» — «Приют Комедианта»
- 2019 — «Мейерхольд» — ТК «Открытое пространство»
- 2019 — «В рыбачьей лодке». Монологи галилейских рыбаков — Санкт-Петербургский Театр Мастерская Григория Козлова.
- 2020 — «Каренин». Спектакль по пьесе В. Сигарева. Государственный театр драмы им. В. Ф. Комиссаржевской
- 2020 — «Дягилев. Последние дни» — Фестиваль «Дягилевские сезоны» совместно с Шереметьевским дворцом. Спб.
- 2021 — «Петруша, сын ли ты мне или нет?», по мотивам романа Ф. М. Достоевского «Бесы». — Санкт Петербургский Театр Мастерская Григория Козлова.
- 2021 — «Holden», по мотивам романа Сэлинджера «Над пропастью во ржи» — Театр «Суббота»
- 2021 — «Моя дорогая Helene», по мотивам пьесы А. П. Чехова «Дядя Ваня». —Государственный театр драмы им. В. Ф. Комиссаржевской
- 2022 — «Каренин А» — Тюменский Большой драматический театр
- 2022 — «С днем рождения, папа!» по мотивам пьесы Т. Уильямса «Кошка на раскаленной крыше». Омский академический театр драмы[1]
- 2022 год - ( премьера 28, 29 октября 2022 г. ) - Спектакль "Демон" по мотивам поэмы М.Ю. Лермонтова "Демон". Северо-Осетинский академический театр \ г. Владикавказ
- 2022 год - (премьера 2, 3 декабря 2021 г.) - Спектакль "Барон Мюнхгаузен" по мотивам сценария Г.Горина «Тот самый Мюнхгаузен». Режиссёр-постановщик. Театр им. В.Ф. Комиссаржевской.  Санкт-Петербург
- 2023 год - (премьера 28 января 2023 г.) - Спектакль "Дон Жуан" по мотивам Жана -Батиста Мольера. Режиссер-постановщик. Норильский Заполярный театр драмы им. Вл. Маяковского. Норильск
- 2023 год - (премьера 18 марта 2023 г.) - Спектакль "Сцены супружеской жизни" по мотивам киносценария Ингмара Бергмана. Автор спектакля. Театр "Открытое пространство" . Санкт-Петербург
- 2023 год - (премьера 24 июня 2023 г.) - Спектакль "Хоттабыч". Режиссёр-постановщик. Театр "Мастерская" Санкт-Петербург
- 2023 год - (премьера 29 июля 2023 г.) - Спектакль "Нос майора Ковалева". Автор инсценировки, режиссёр-постановщик. Гомельский драматический театр. Беларусь. Гомель.

## Особенности режиссуры Романа Габриа
Свой стиль в режиссуре Роман Габриа обрел далеко не сразу, долгое время он экспериментировал, работал в самых разных коллективах, исследовал театральную форму. Закончив обучение в режиссёрской мастерской Григория Козлова, он отрицает «классический» драматический театр и начинает работать в противоположной художественной манере, экспериментировать с формой.
Вместо тщательного анализа литературного первоисточника и работы с режиссёрским разбором, полного «погружения» в текст, он ищет новые формы выразительности, исследует пластику тела, танец. Он даже уезжает в Дрезден с театром DEREVO Антона Адасинского, основанном на приемах танца буто. Его работы того времени (2005—2007 годы) строятся на телесности, познании мира через движение. Позже Габриа продолжает эксперименты в сотрудничестве с театром художников-перформеров АХЕ, пока постепенно режиссёр не возвращается к истокам, нащупав авторский синтетический язык перформативно-драматического театра.
Для Габриа была и остается невероятно важна визуальная составляющая, как он сам подчеркивает в своих интервью, он идет от визуального образа, именно он становится опорной точкой спектакля. Со временем его постановки перестают быть исключительно пластическими, в них появляется драматическая составляющая, из под которой, однако, продолжает прорываться визуальная образность.
Спектакли Габриа можно отнести к постдраматическому театру, так как для него нередко текст оказывается менее важен, чем другие средства художественной выразительности: уже упомянутая визуальность, музыка, перформативность. Текст первоисточника оказывается у него вывернут наизнанку, разобран на части и собран заново, как, например, происходит в спектакле «Петруша, сын ли ты мне или нет?», где из всего романа остается только линия революционного кружка. В спектакле «В рыбачьей лодке. Монологи галилейских рыбаков» новозаветная история полностью переворачивается, представляя Христа в гораздо большей степени человеком, чем Богом, что тоже довольно свойственно постдраматическим постановкам. А в некоторых его спектаклях как такового первоисточника нет вообще, так как автором сценария выступает сам режиссёр, например, у «Космической Одиссеи Майора Пронина», наполненном постмодернистскими отсылками спектакля, нет в основе ни реальной истории, ни художественного текста.
Метод Романа Габриа специфичен и оригинален для русской сцены, он нередко вызывает неоднозначную реакцию у театральных критиков, которые почти никогда не сходятся во мнении относительно его постановок.